# بوسینگهلیده
بوسینگهلیده (به هلندی: Boesingheliede) یک منطقهٔ مسکونی در هلند است که در هارلمرمیر واقع شده‌است. بوسینگه‌لیده ۱۴۰ نفر جمعیت دارد.